# Alivardi Khan
Alīvardī Khān (in bengali আলীবর্দী খান; in urdu على وردي خان‎?, ʿAlī Wardī Khān; 1671 – 9 aprile 1756) fu Nawwāb del Bengala tra il 1740 e il 1756.

## Biografia

### Gioventù
Il padre di ʿAlīvardī Khān era Shāh Qulī Khān (Mīrzā Muḥammad Madanī) sua madre era la figlia del Nawāb ʿAqīl Khān Afshar ʿAlī Wardī Khān (Mīr Muḥammad ʿAskarī). Il nome di ʿAlīvardī era Mīrzā Muḥammad ʿAlī.

Suo padre era un funzionario di ʿAẓam Shāh, figlio dell'Imperatore mughal Aurangzeb. ʿAẓam Shāh fu anche un funzionario mughal e, dopo la morte di ʿAẓam Shāh, la famiglia cadde in povertà. I suoi due figli, Muḥammad ʿAlī e Mīrzā Aḥmed cercarono di trovare impiego sotto il Subahdar (Governatore provinciale) dell'Orissa, Shujāʿ al-Dīn Muḥammad Khān.

Quando questi fu nominato Nawāb del Bengala, per i due fratelli il futuro ridivenne più roseo.

### Ascesa al potere

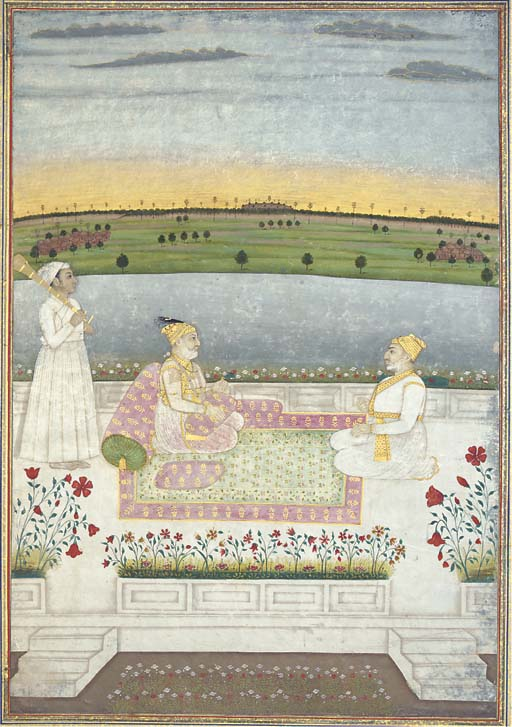
ʿAlīvardī Khān con un cortigiano.

Nel 1728, Shujāʿ al-Dīn promosse Muḥammad ʿAlī Faujdar (Generale) del Rajmahal e lo insignì del nome onorifico di ʿAlīvardī Khān. Nel 1733, fu destinato, come Nāʾib Naẓīm (vice Subahdar) del Bihar. Un anno più tardi ricevette il nuovo nome di Shujāʿ al-Mulk (Eroe del potere), poi Ḥusām al-Dawla (Spada della dinastia) e infine Mahabat Jang (Terrore in guerra) e ottenne il rango di Paach Hazari Mansabdar (Il detentore del rango dei 5000) dal Naw
ʿAlīvardī Khān aspirava a conseguire però un maggior potere. Il 10 aprile 1740, nella Battaglia di Giria, sconfisse e uccise il successore di Shujāʿ al-Dīn, Sarfaraz Khan. In tal modo assunse il controllo del Bengala e del Bihar. Quindi, il 3 marzo 1741, sconfisse Rustam Jang, vice Governatore dell'Orissa e un familiare di Sarfaraz Khan nella Battaglia di Phulwarion. Anche l'Orissa finì così sotto il controllo di 
ʿAlīvardī Khān.

### Regno

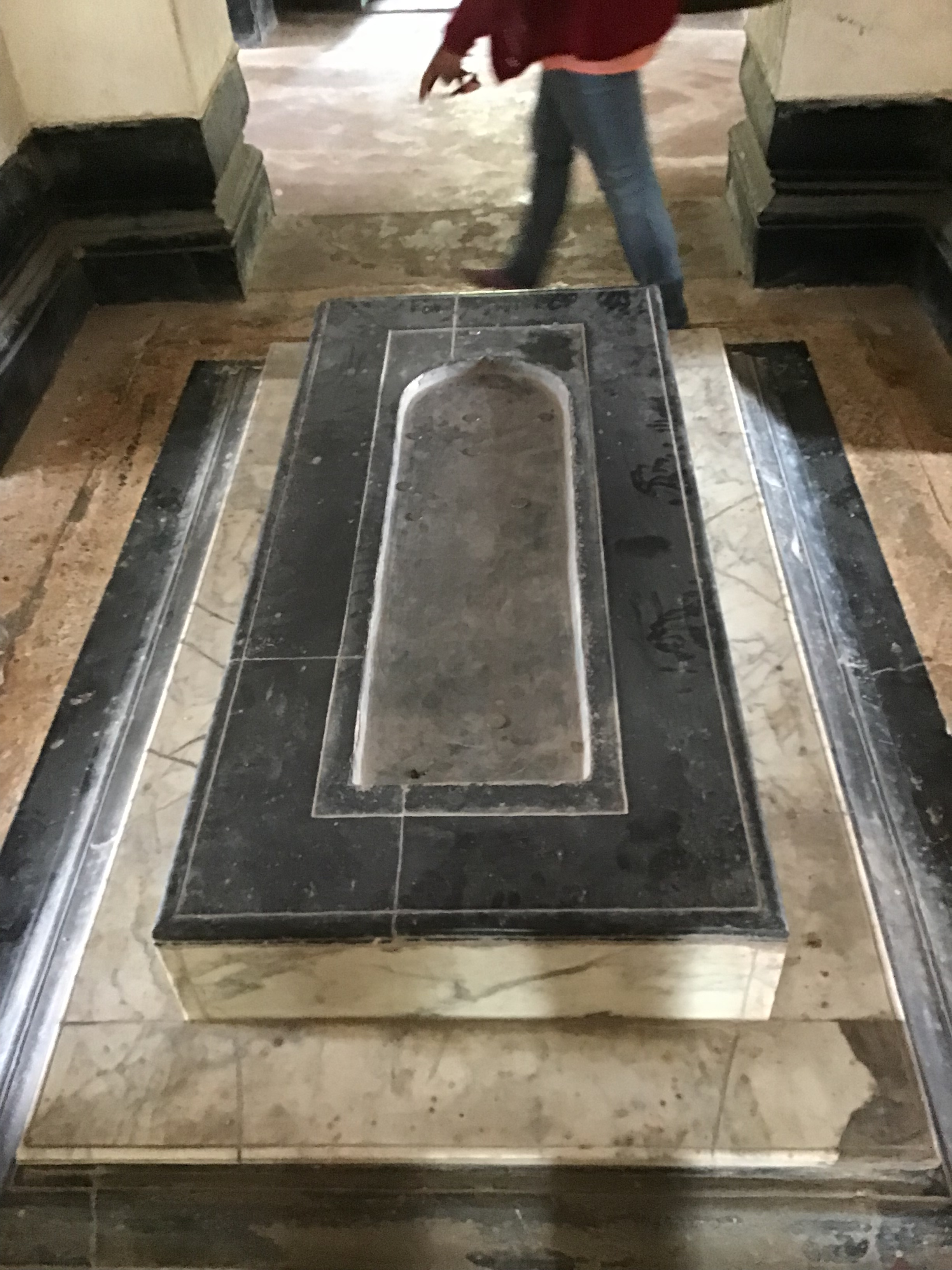
Tomba del Khān a Khushbagh.

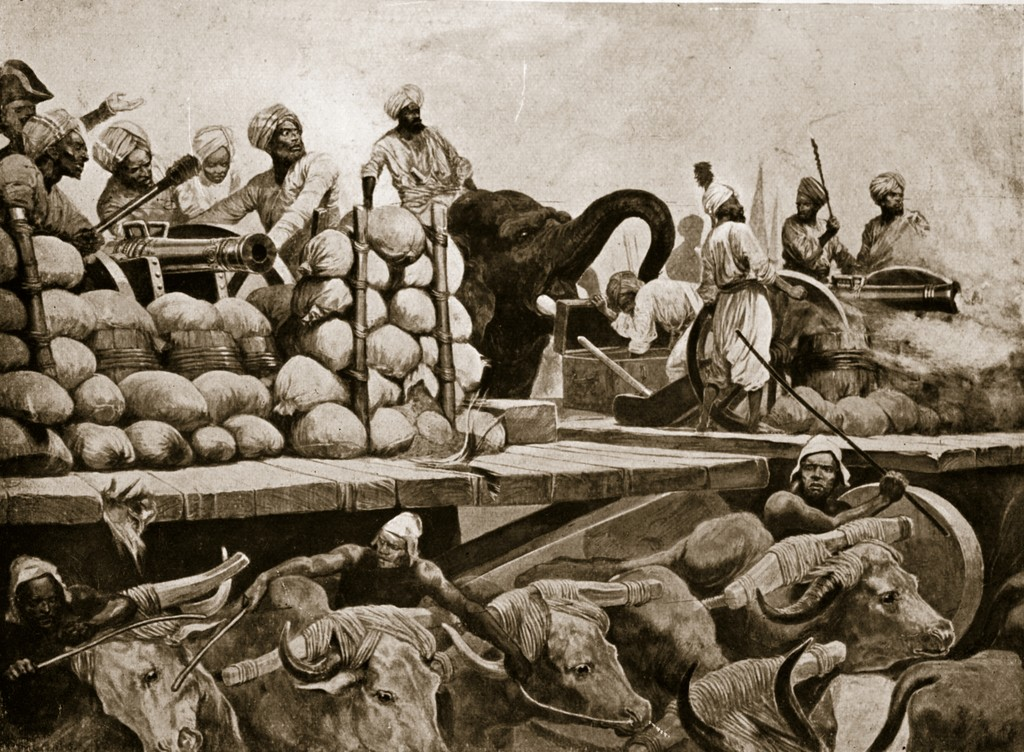
ʿAlīvardī Khān è noto per aver introdotto sistemi di artiglieria, con cannoni posizionati su grandi piattaforme mobili, mossi da buoi.

Immediatamente dopo aver usurpato la carica, la posizione di ʿAlīvardī Khān fu legittimata dall'Imperatore mughal Muḥammad Shāh e riprese pertanto le politiche già perseguite da Murshid Qulī Khān. Sebbene fosse Nawab del Bengala, egli usava anche il titolo di Niẓām, e nominò suoi Faujdar da destinare a varie regioni come Patna, Dacca e l'Orissa.
Dal 1742, l'Impero maratha cominciò ripetutamente a fare incursioni nel Bengala, saccheggiandone i territori e ʿAlīvardī Khān avviò quasi subito le opere per un lungo fossato, chiamato Fossato maratha, scavato attorno a Calcutta. ʿAlīvardī Khān era un brillante tattico di artiglieria ma le sue forze armate erano sovrastate largamente dalle forze maratha che irruppero dalla provincia (Subah) di Berar, arrivando a depredare e a devastare nel 1747 i territori del Bengala, sotto il comando di Raghoji I Bhonsle.
Durante l'invasione maratha dell'Orissa, il suo Subedar Mīr Jaʿfar ritirò le sue forze fino all'arrivo di ʿAlīvardī Khān e dell'esercito mughal e alla Battaglia di Burdwan, in cui Raghoji e i suoi Maratha furono messi del tutto in rotta. L'infuriato ʿAlīvardī Khān allora licenziò l'inetto Mīr Jaʿfar.
Le forze difensive di ʿAlīvardī Khān furono soverchiate in Orissa nel 1751, malgrado avessero ricevuto assistenza da Shujāʿal-Dawla. L'Orissa riuscì infine a liberarsi dei Maratha grazie all'Imperatore mughal Aḥmad Shāh Bahādur. Tali incursioni proseguirono fino al 1751, quando un trattato di pace fu sottoscritto da Aḥmad Shāh Bahādur, ʿAlīvardī Khān e Raghoji.
ʿAlīvardī Khān domò anche la rivolta di alcuni Afghani ribelli che tentavano di separare il Bihar dall'amministrazione di ʿAlīvardī Khān.
Secondo alcuni storici, ʿAlīvardī Khān regnò 16 anni, in buona parte occupati delle guerre contro i Maratha. Verso la fine si concentrò comunque nell'opera di ricostruzione e restauro dei suoi domini in Bengala.

### Sviluppo culturale e musicale

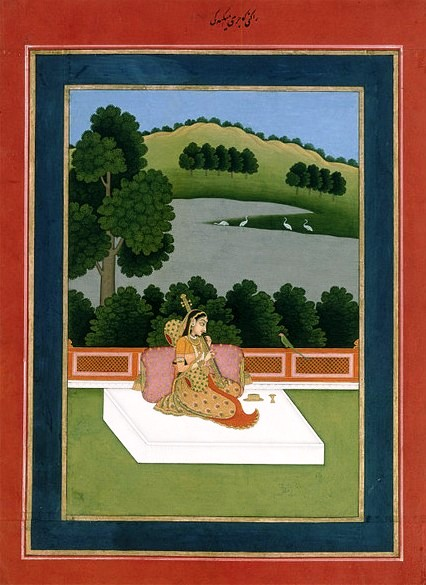
Giovane donna che suona una Vina a un parrocchetto: simbolo del suo amante assente (Dipinto in stile provinciale mughal del Nawāb del Bengala).

ʿAlīvardī Khān fu generoso patrono della musica e dei più vari strumenti musicali, come la Vina o gli strumenti a percussione, chiamati Khol.

Fu patrono per la raccolta di numerosi manoscritti dello Shahnameh di Ferdowsi.

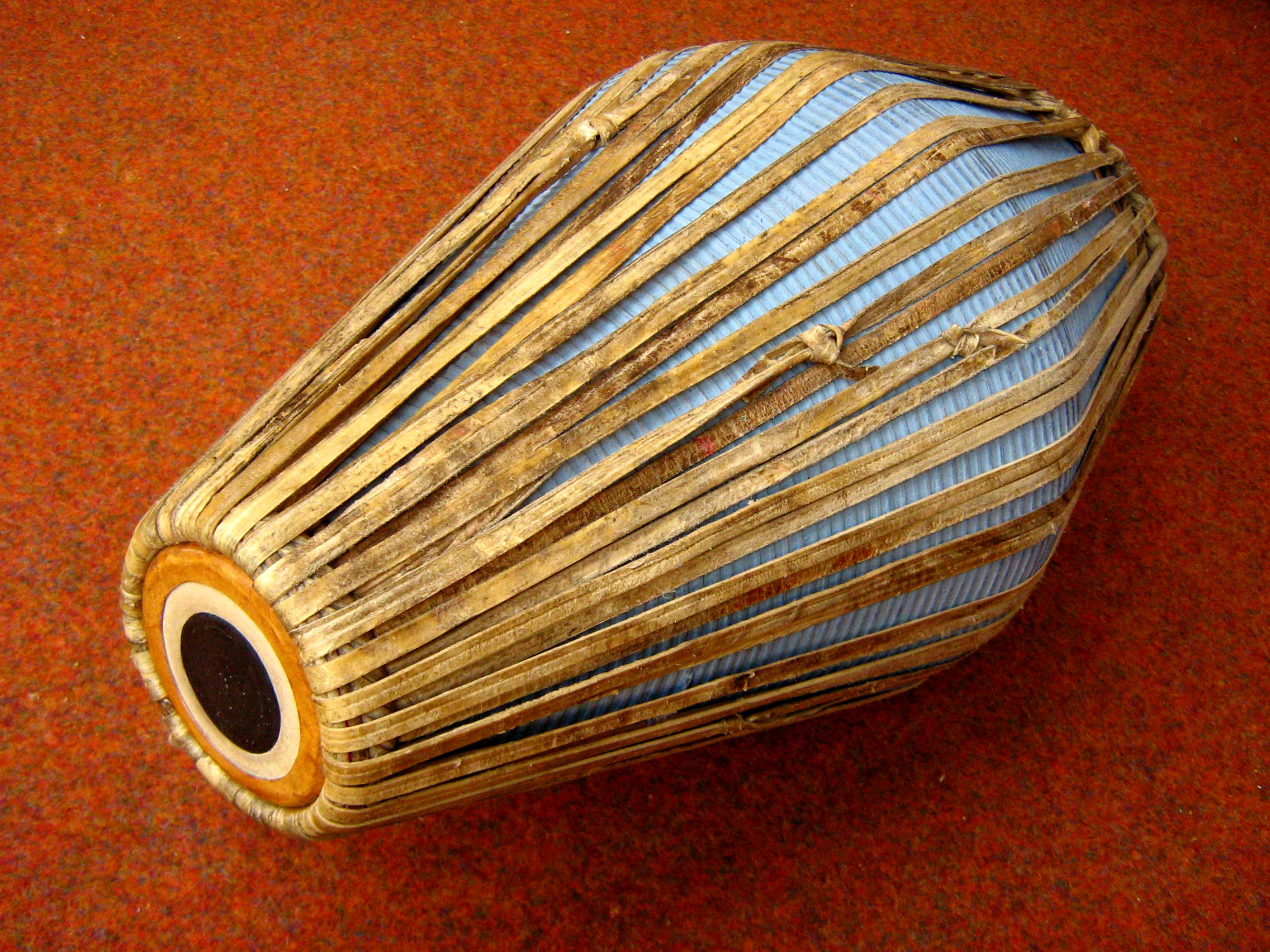
Mridanga Bayan o Khol

### Morte e successione
ʿAlīvardī Khān morì di idropisia il 10 aprile 1756, all'età di 80 anni. Indicò per succedergli suo nipote Sirāj al-Dawla, che sua figlia aveva generato e che egli aveva adottato. Ciò avvenne nello stesso mese di aprile, quando il giovane aveva 23 anni.
 
Il corpo di ʿAlīvardī Khān fu inumato a Khushbagh.

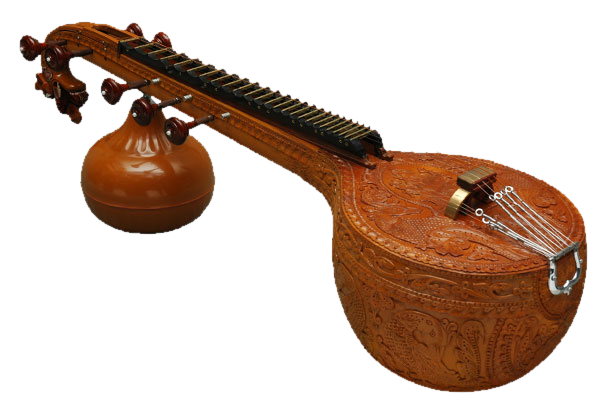
Vina tradizionale